# Sky Carp de Beloit
Le Sky Carp de Beloit, (en anglais : Beloit Sky Carp), est une équipe de baseball évoluant en Midwest League (Low-A) dans la ville de Beloit dans le Wisconsin. Les matchs à domicile se jouent au Harry C. Pohlman Field.
Jusqu'en 2004, l'équipe était associée aux Brewers de Milwaukee. De 2005 à 2012, elle appartient aux Twins du Minnesota avant de devenir propriété des Athletics d'Oakland en 2013.  

## Histoire
Beloit rejoint la Midwest League en tant que franchise d'expansion en 1982. Le club était une équipe de Ligue mineure de baseball de l'organisation des Brewers de Milwaukee. 
En 2004, Beloit devient propriété des Twins du Minnesota.
Le surnom des « Snappers » est adopté en 1995. Jusqu'alors l'équipe est simplement dénommée les Brewers de Beloit. Le nom vient de « snapping turtle » en référence au fait que la ville de Beloit était auparavant réputée pour héberger des tortues. 
Les Snappers de Beloit évoluent au Harry C. Pohlman Field (anciennement Telfer Park) depuis sa construction en 1982. La meilleure affluence est celle de la saison 1986 avec 10,127 spectateurs.
En 2012, les Snappers deviennent propriété des Athletics d'Oakland, une modification effective à partir de la saison 2013.

## Palmarès
- Champion : 1995

## Joueurs notables

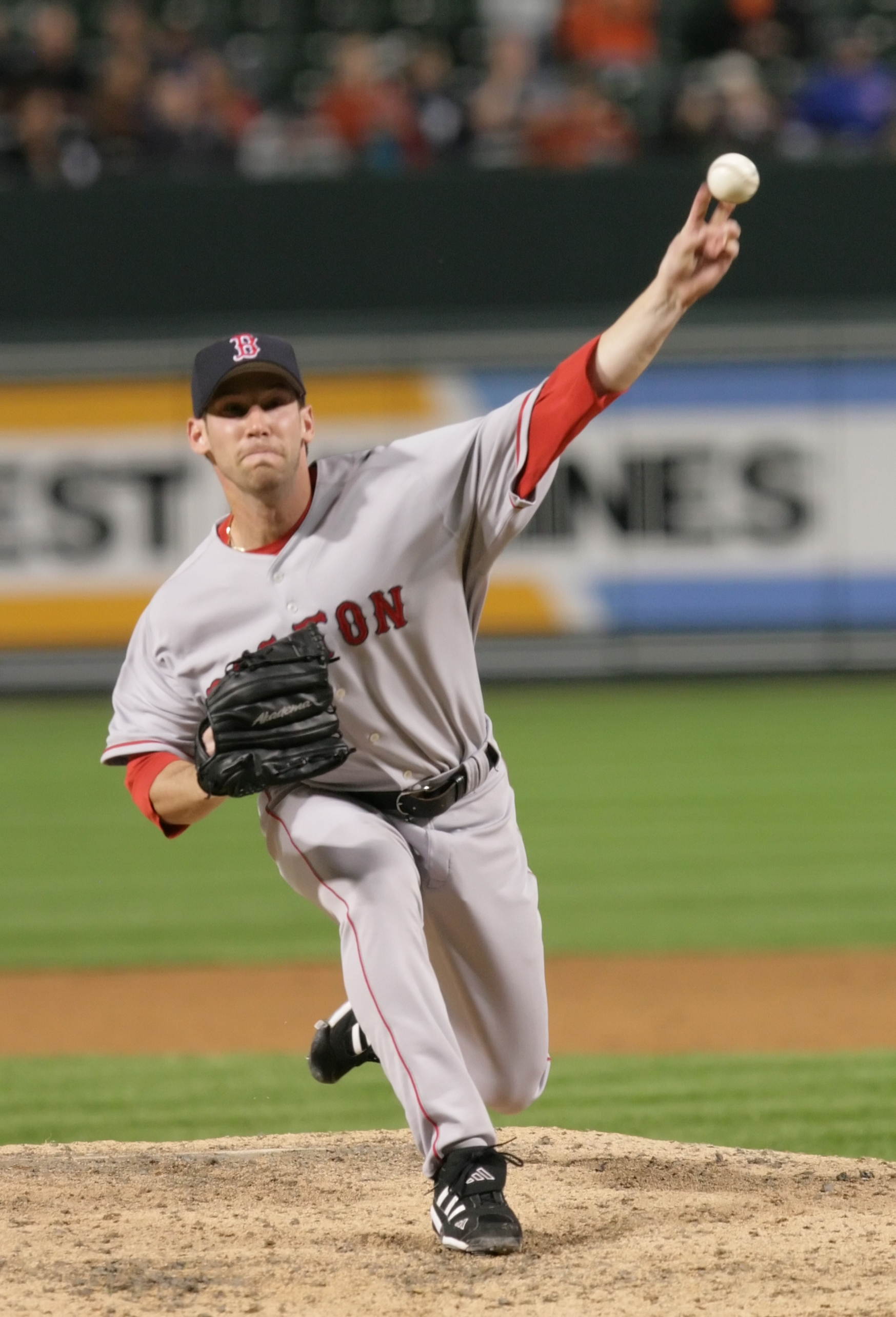
Craig Breslow

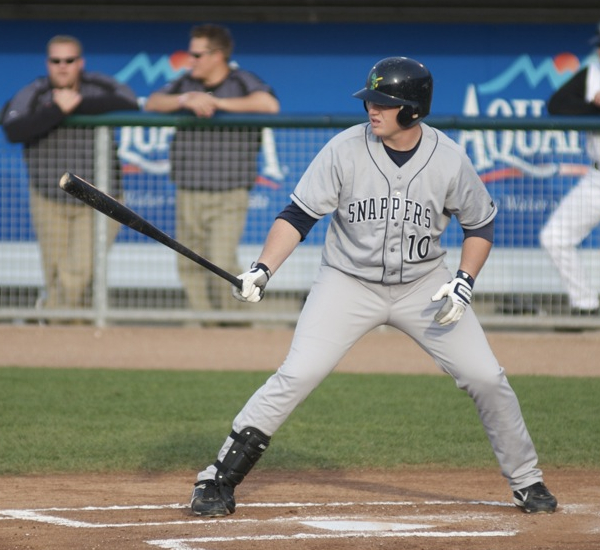
Chris Parmelee avec les Snappers en 2008

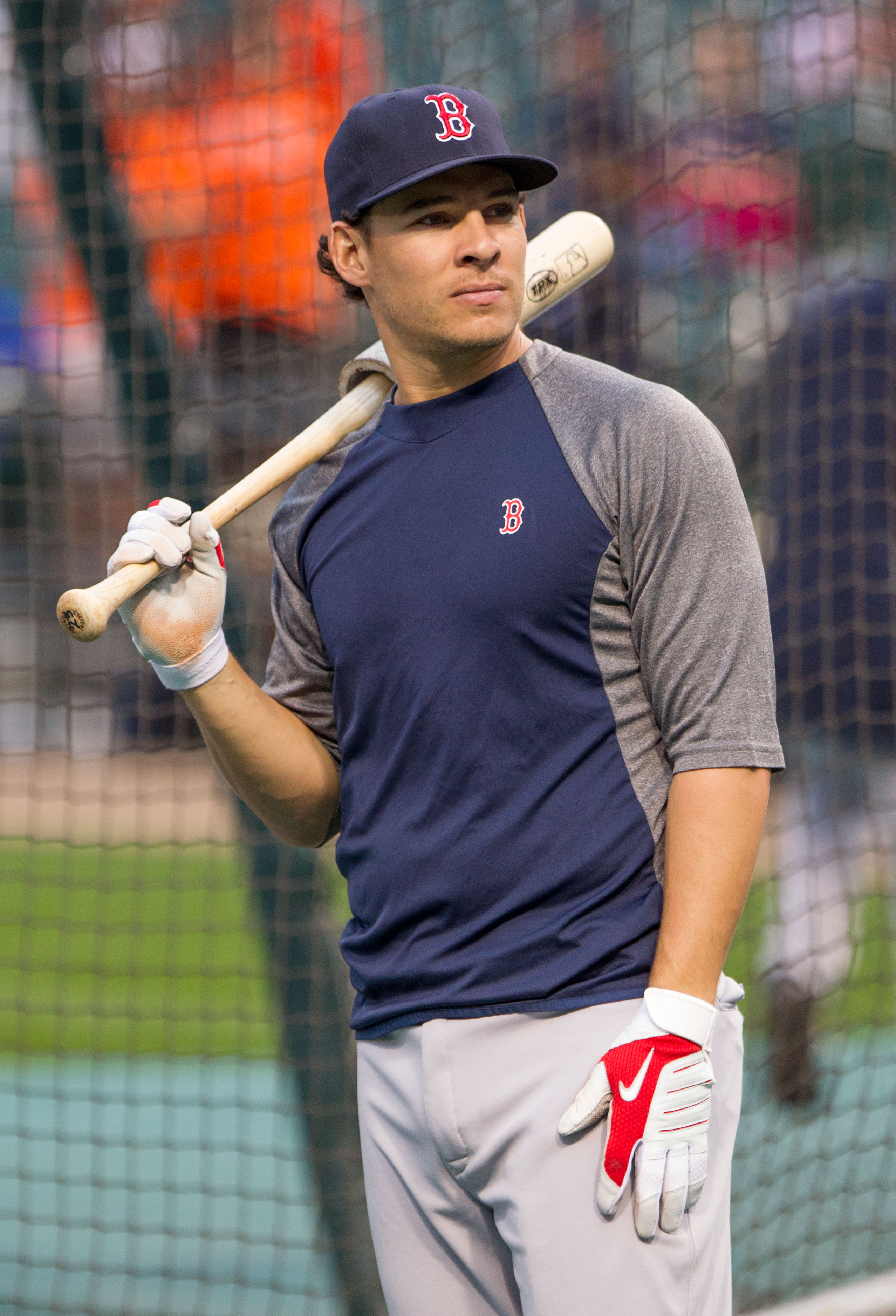
Danny Valencia en 2012

Joueurs des Brewers de Milwaukee
- Mike Adams
- Chris Barnwell
- Chris Bosio
- Craig Breslow
- Greg Brock
- Tom Candiotti
- Chris Capuano
- Jason Childers
- Matt Childers
- Jeff Cirillo
- Carlos Corporan
- Jeff D'Amico
- Tim Dillard
- Brian Drahman
- Cal Eldred
- Dana Eveland
- Prince Fielder
- Tim Fortugno
- Chad Fox
- Armando Gabino
- Yovani Gallardo
- Tony Gwynn, Jr.
- Bill Hall
- Teddy Higuera
- Mike Ignasiak
- Hernan Iribarren
- John Jaha
- Geoff Jenkins
- Bobby Jones
- Mark Kiefer
- Mike Kinkade
- Danny Klassen
- Dave Krynzel
- Manny Parra
- B.J. Surhoff
- Ty Van Burkleo
- Greg Vaughn
- Carlos Villanueva
- Rickie Weeks

Joueurs des Twins du Minnesota
- Brian Dozier
- Brian Duensing
- Matt Garza
- Liam Hendriks
- Chris Parmelee
- Trevor Plouffe
- Wilson Ramos
- Ben Revere
- Miguel Sano
- Kevin Slowey
- Danny Valencia